# باکتریوفاژ تی۷

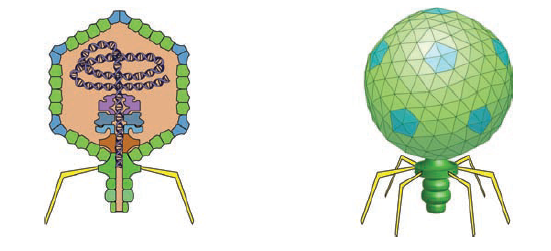
طرح باکتریوفاژ تی ۷.رشته دی‌ان‌ای کد کننده پروتئین های ویروسی محصور در پوشش پروتئینی کپسید.(شکل سمت چپ)

باکتریوفاژ تی۷، یک باکتریوفاژ از گروه ویروس‌های دارای دی‌ان‌ای است که بسیاری از سویه‌های باکتری اشریشیا کلای را آلوده می‌کند و برای انتشار وابسته به میزبان‌هایش است. باکتریوفاژ تی۷ دارای چرخهٔ لیتیک است به این معنا که هر بار سلولی را آلوده می‌کند آن را از بین می‌برد. این فاژ، برتری‌هایی دارد که از آن به‌عنوان یک فاژ ایده‌آل برای آزمایش‌ها استفاده می‌شود.
این فاژ در فرایند نمایش فاژی در کلون کردن پروتئین‌های متصل شونده به آران‌ای کاربرد دارد.
قسمت سر فاژ شامل ژنوم دورشته‌ای دی‌ان‌ای به‌طول ۴۰ هزار جفت‌باز است که ۵۵ پروتئین را کد می‌کند.